# رئون کادنا
رئون کادنا (انگلیسی: Reon Kadena؛ زاده ۱۹ فوریهٔ ۱۹۸۶) یک مانکن اهل ژاپن است.